# 戴顒
戴顒（1483年—？），字師觀，浙江台州府太平縣人，軍籍，明朝政治人物。

## 生平
正德五年（1510年）庚午科浙江鄉試第一名舉人（解元），六年（1511年）中式辛未科會試第三十七名，三甲第八名進士。選翰林院庶吉士，授兵科給事中。論劾光祿寺卿馮蘭不稱職，馮蘭因此謫官。明武宗打算南巡，百官伏闕哭諫，大理寺少卿吳堂喝令毋哭，戴顒又上章論劾，直聲著於朝，卒於官。

## 著作
著有《倦歌集》、《筠溪雜稿》。

## 家族
曾祖戴世周；祖父戴尚兵；父戴允載。母孫氏；繼母周氏。具慶下。從兄戴豪，弟戴穎、戴顓。